# Fosse no 5 - 5 bis des mines de Liévin
La fosse no 5 - 5 bis dite Île du Diable de la Compagnie des mines de Liévin est un ancien charbonnage du Bassin minier du Nord-Pas-de-Calais, situé à Liévin. Les puits jumeaux sont commencés en 1899 et la fosse commence à extraire en 1903. Des cités sont construites à proximité de la fosse. Deux terrils, nos 72 et 72A, sont édifiés, le second est un cavalier minier. La fosse est détruite durant la Première Guerre mondiale. De 1904 à 1936, la fosse no 2 est reprise pour fonctionner avec la fosse no 5 - 5 bis.
La Compagnie des mines de Liévin est nationalisée en 1946, et intègre le Groupe de Liévin. En 1952, ce dernier fusionne avec le Groupe de Lens pour former le Groupe de Lens-Liévin. La fosse no 5 - 5 bis est concentrée en 1956 sur la fosse no 6 - 6 bis, sise à Angres, elle cesse alors d'extraire mais continue d'assurer le service et l'aérage jusqu'en 1971, date à laquelle ses puits sont remblayés. Les chevalements sont détruits l'année suivante. Le terril no 72 est exploité.
Au début du XXIe siècle, Charbonnages de France matérialise les têtes des puits nos 5 et 5 bis, et équipe les deux puits d'exutoires de grisou. Le carreau de fosse est devenu une zone industrielle, les cités ont été rénovées.

## La fosse

### Fonçage
Le fonçage des deux puits jumeaux nos 5 et 5 bis débute en 1899 au nord-ouest de Liévin. Les puits sont entrepris à l'altitude de 72 mètres. Le puits no 5 bis est entrepris à 47 mètres à l'ouest-nord-ouest du puits no 5. Le terrain houiller est atteint à la profondeur de 167 mètres.

### Exploitation

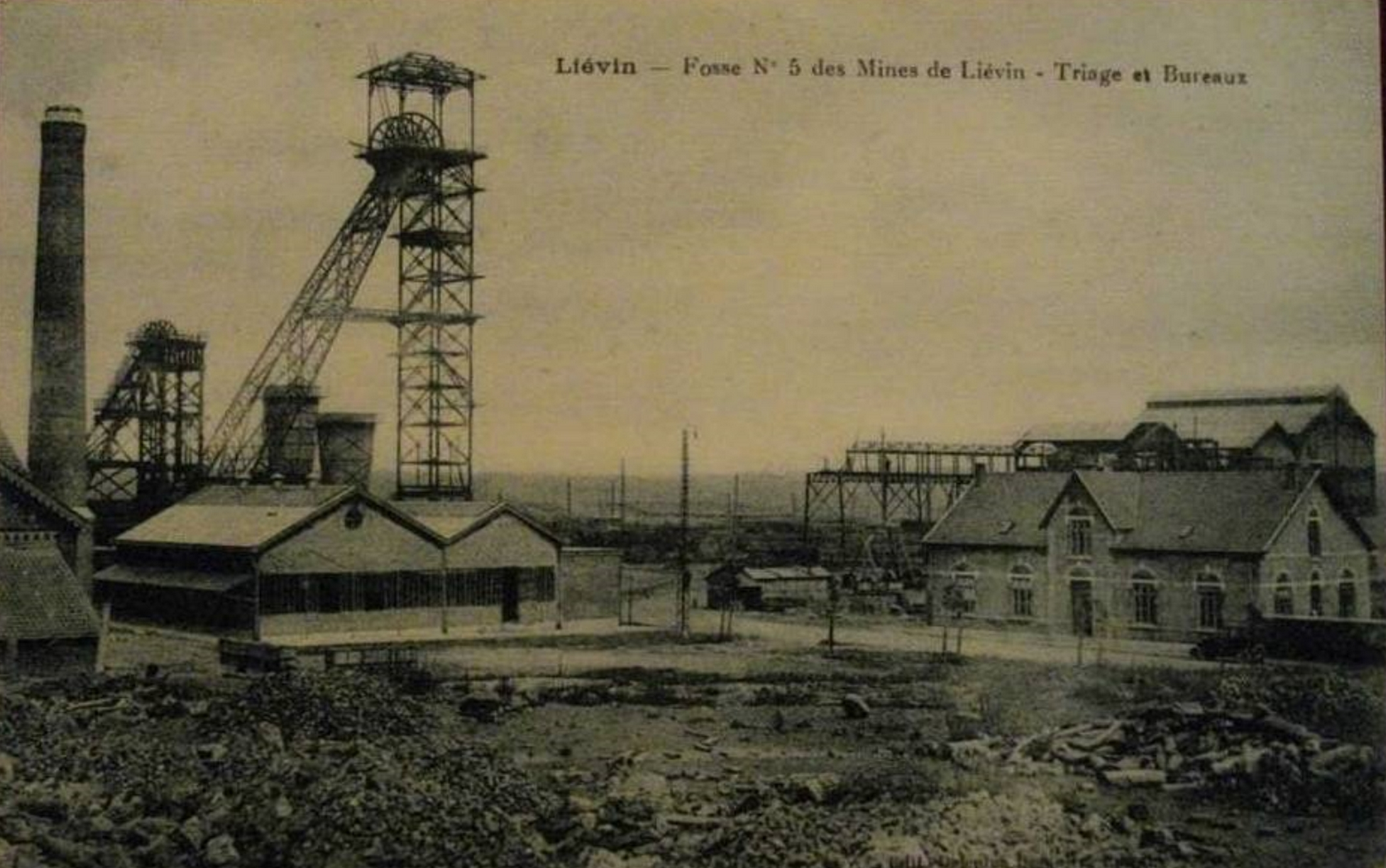
La fosse no 5 - 5 bis en cours de reconstruction.

La fosse commence à extraire en 1903. Elle est également nommée Île du Diable car des mineurs chassés d'autres compagnies y sont embauchés. Trois mineurs perdent la vie dans une explosion de grisou survenue le 28 janvier 1907. La fosse est détruite durant la Première Guerre mondiale. La fosse no 2, sise à 790 mètres à l'est-nord-est, est utilisée de 1904 jusqu'à son remblaiement en 1936 pour former l'ensemble no 2 - 5 - 5 bis.
La Compagnie des mines de Liévin est nationalisée en 1946, et intègre le Groupe de Liévin. En 1952, ce dernier fusionne avec le Groupe de Lens pour former le Groupe de Lens-Liévin. L'extraction est assurée par le puits no 5, alors que le puits no 5 bis est affecté au service et au retour d'air. La fosse no 5 - 5 bis est concentrée sur la fosse no 6 - 6 bis, sise à Angres à 3 206 mètres au sud-sud-est, en 1956, elle cesse alors d'extraire.
La fosse no 5 - 5 bis assure alors l'aérage et le service jusqu'en 1971, date à laquelle les puits nos 5 et 5 bis, respectivement profonds de 980 et 815 mètres sont remblayés. Les chevalements sont détruits en 1972.

### Reconversion
Au début du XXIe siècle, Charbonnages de France matérialise les têtes des puits nos 5 et 5 bis, et équipe les deux puits d'exutoires de grisou. Le BRGM y effectue des inspections chaque année. Le carreau de fosse est reconverti en zone industrielle, le puits no 5 est situé dans la cour d'une entreprise de logistique, alors que le puits no 5 bis est situé le long de la route principale. Les seuls vestiges de la fosse sont la salle des fêtes et le logement du concierge.

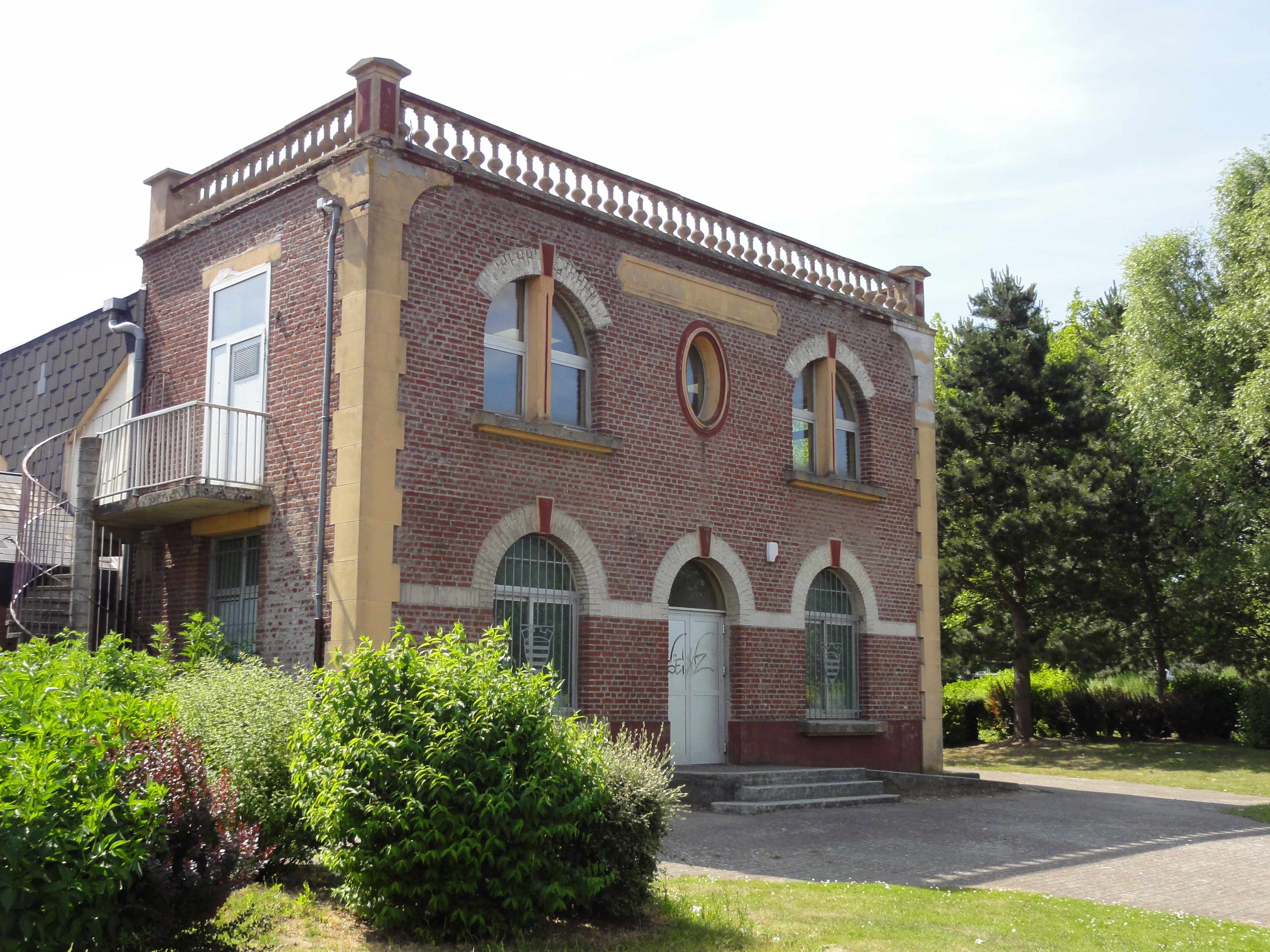
La salle des fêtes.
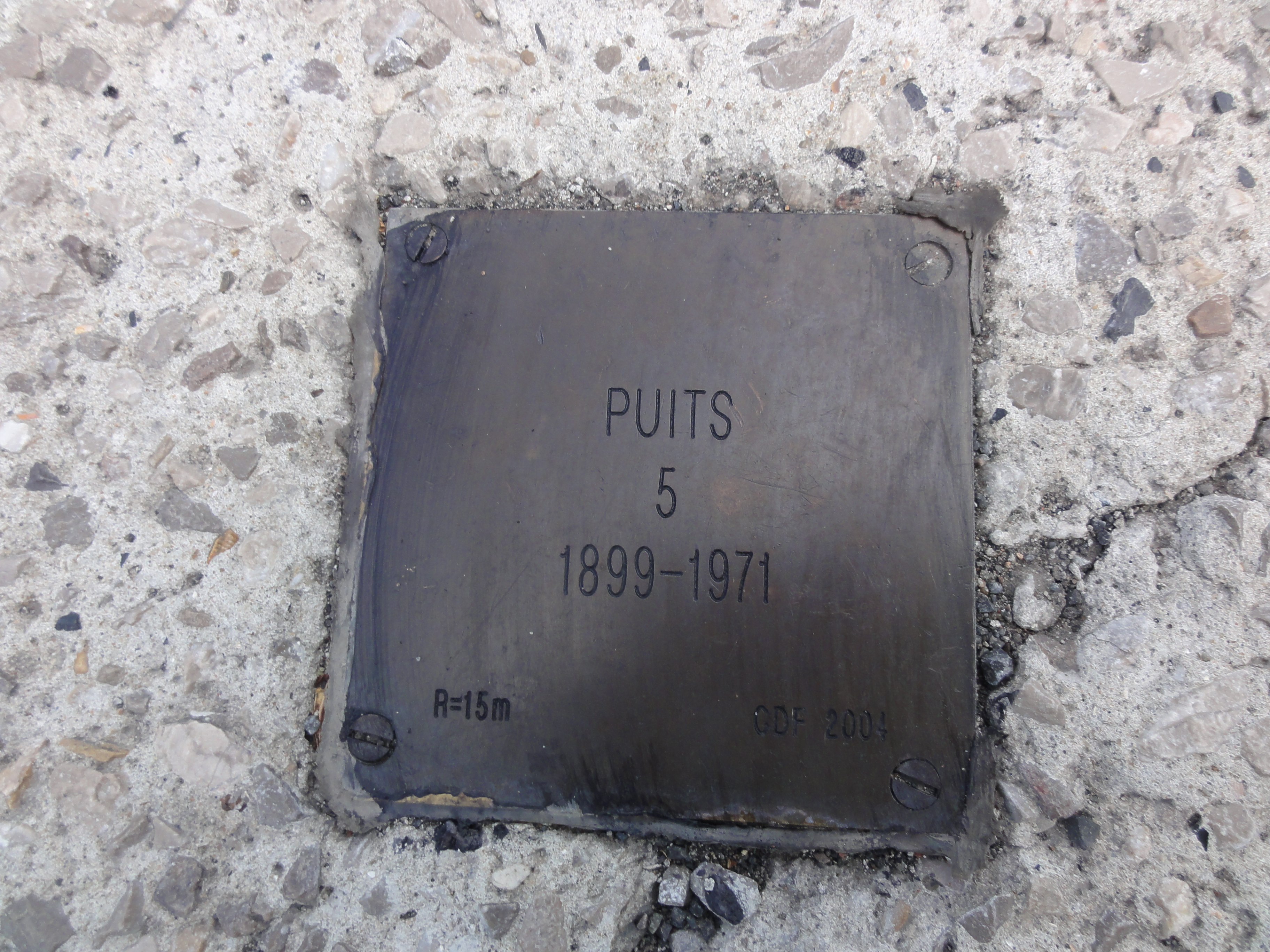
Puits no 5, 1899 - 1971.
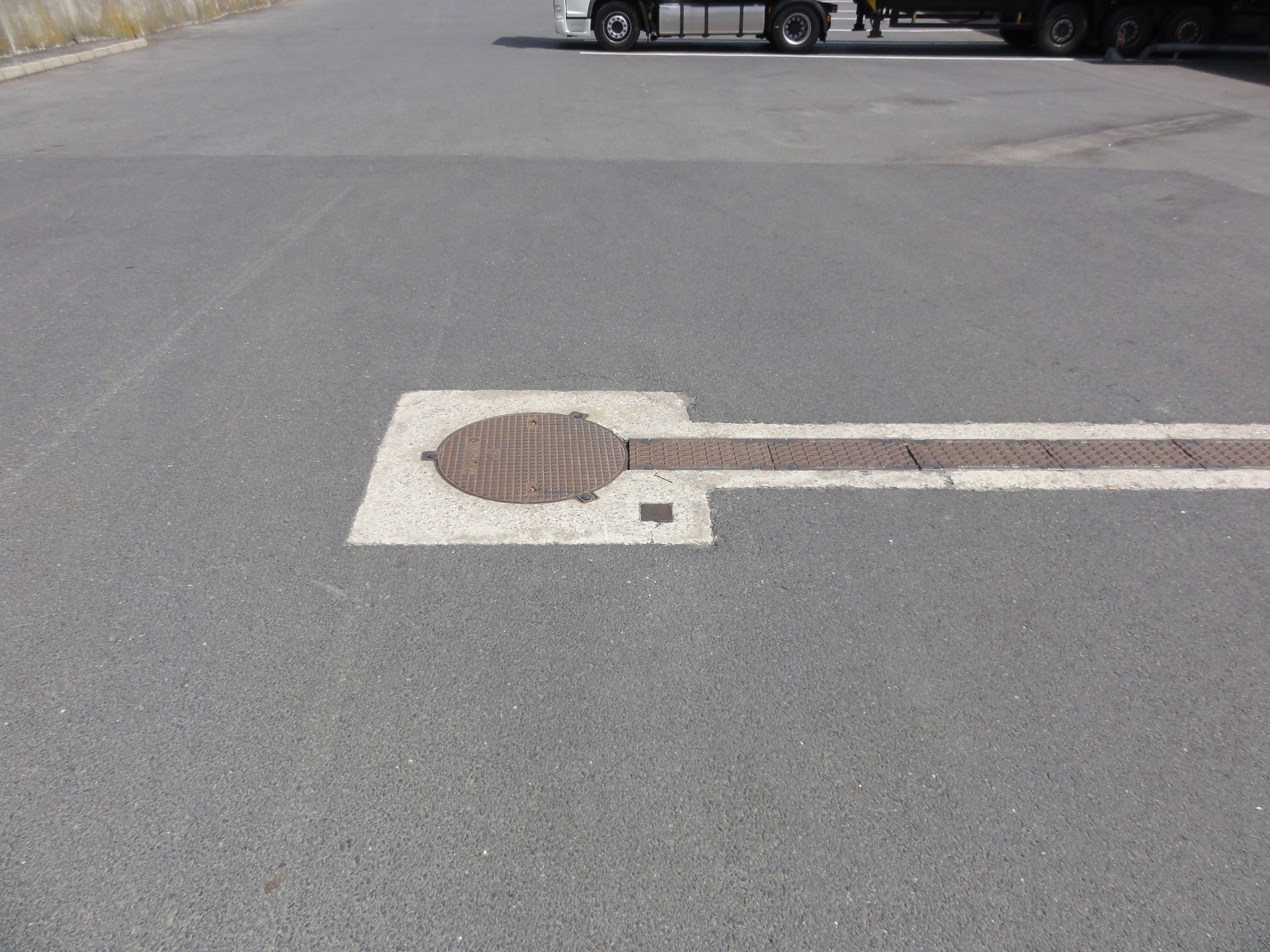
La tête de puits matérialisée no 5.
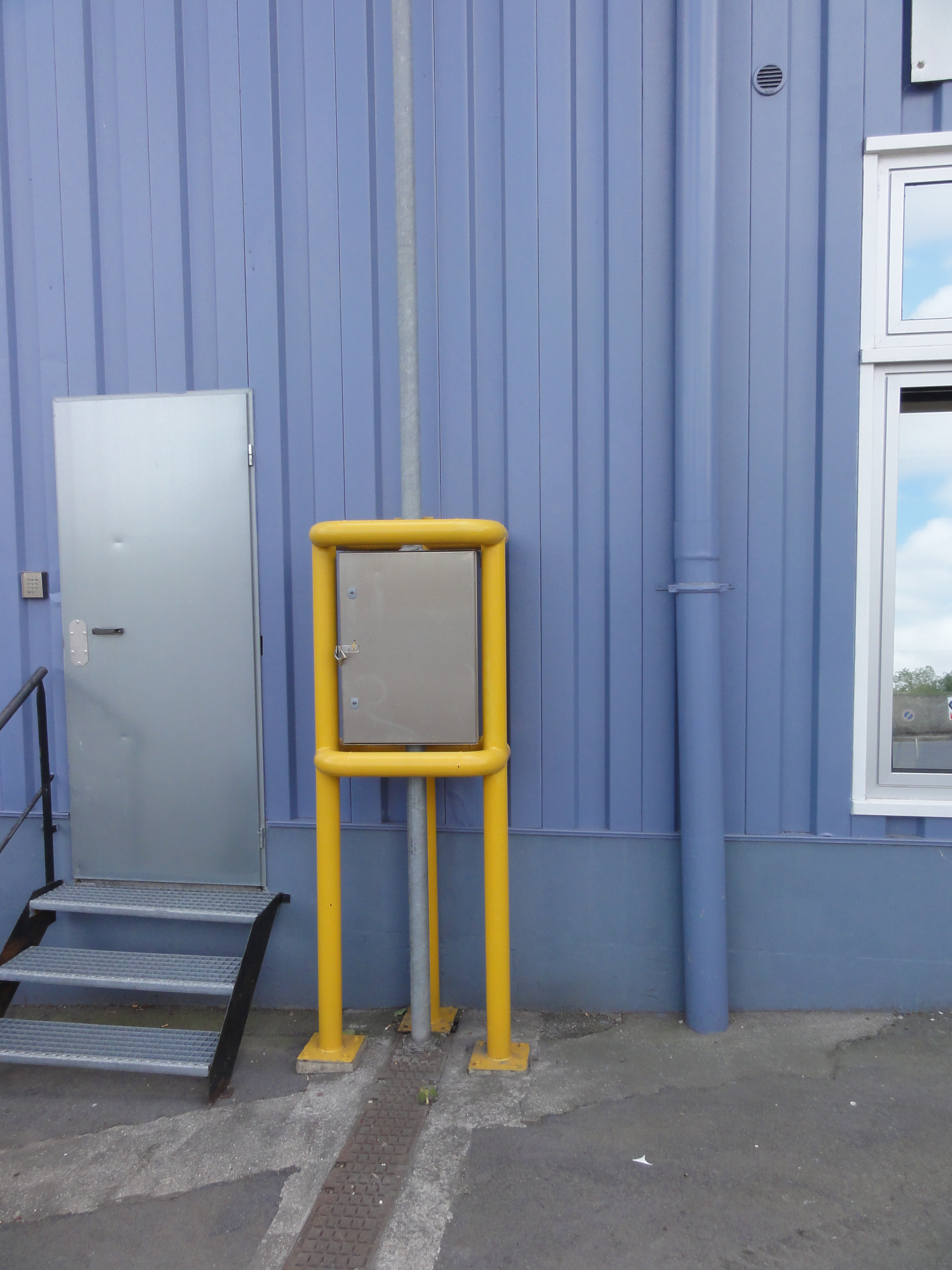
L'exutoire de grisou du puits no 5.
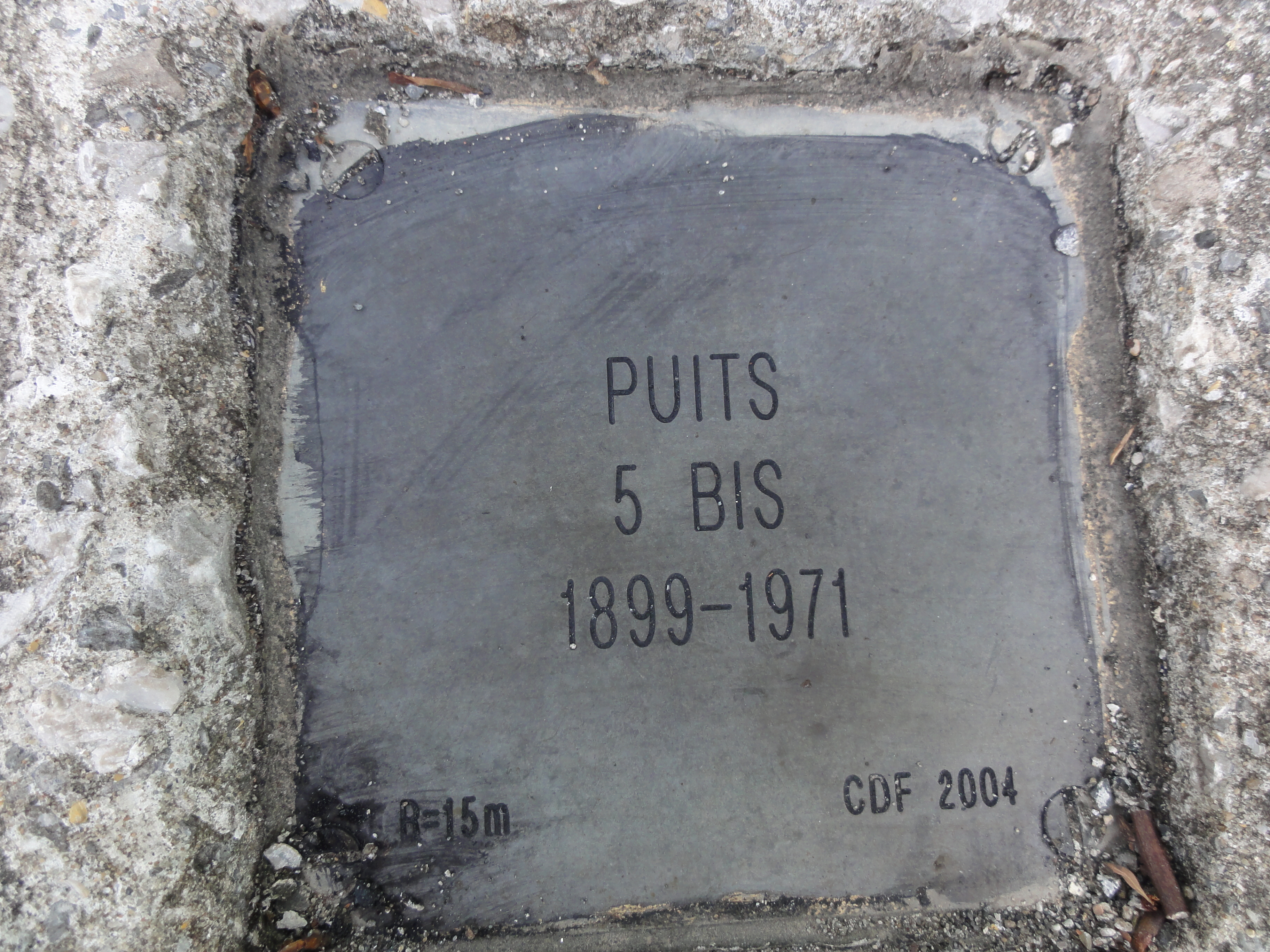
Puits no 5 bis, 1899 - 1971.
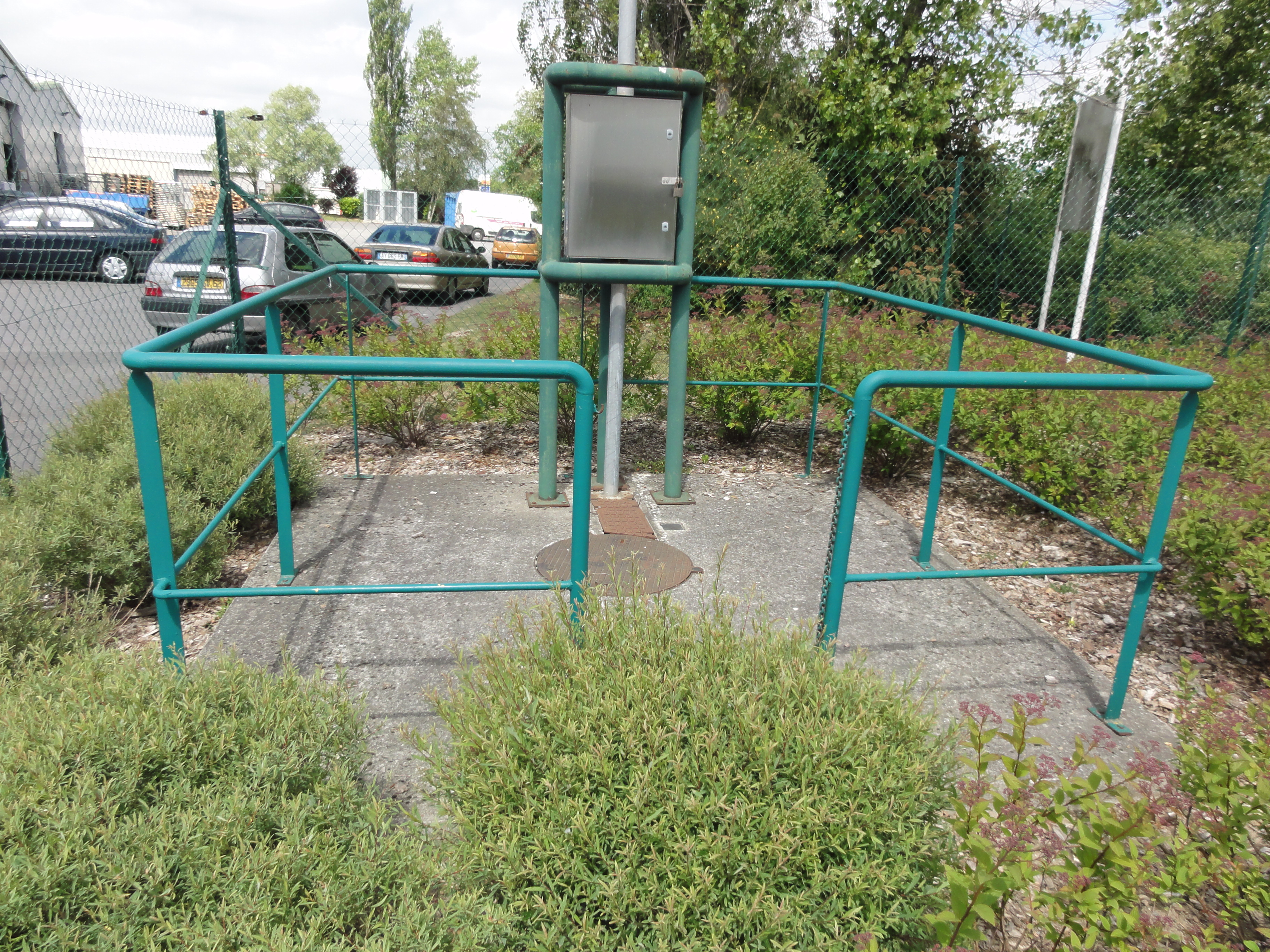
La tête de puits matérialisée no 5 bis et l'exutoire de grisou.

## Les terrils
Deux terrils résultent de l'exploitation de la fosse.

### Terrilno72, 5 de Liévin
50° 25′ 34″ N, 2° 44′ 48″ E
Le terril no 72, situé à Liévin, alimenté par la fosse no 5 - 5 bis, a été en très grande partie exploité.

### Terrilno72A, Cavalier du 5 de Liévin
50° 25′ 37″ N, 2° 44′ 53″ E
Le terril no 72A, disparu, situé à Liévin, était le terril cavalier reliant la fosse no 5 - 5 bis des mines de Liévin au réseau ferroviaire de la Compagnie.

## Les cités

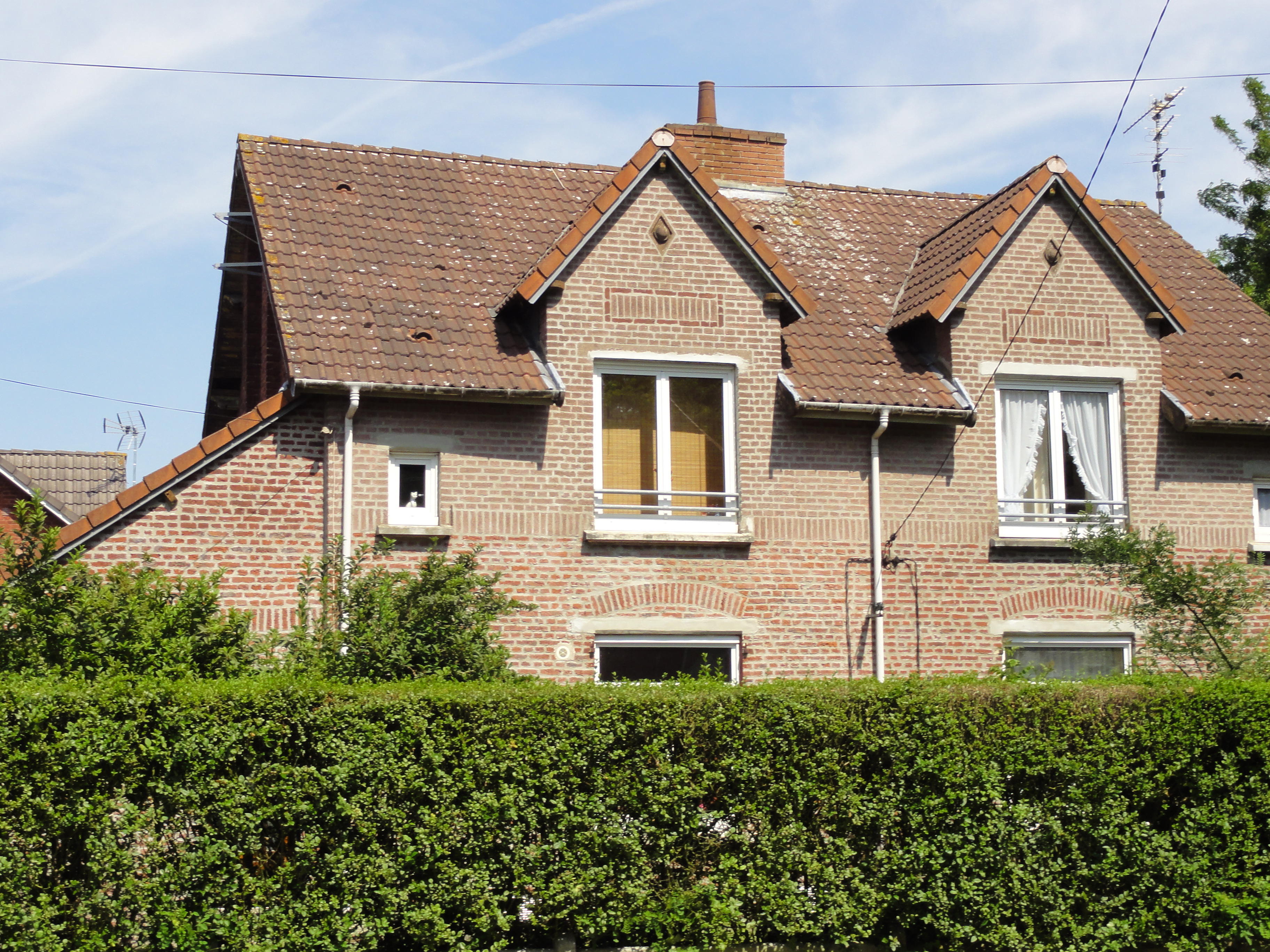
Des habitations groupées par deux.

De vastes cités, contigües à celles de la fosse no 2, ont été bâties à proximité de la fosse no 5 - 5 bis.